# Carole Puillet
Carole Puillet (ur. 8 marca 1987 – Lyon) – francuska brydżystka, World Master (WBF).

## Wyniki brydżowe

### Olimpiady
Na olimpiadach uzyskała następujące rezultaty:
| Olimpiady brydżowe. Zawody teamów | Olimpiady brydżowe. Zawody teamów | Olimpiady brydżowe. Zawody teamów | Olimpiady brydżowe. Zawody teamów | Olimpiady brydżowe. Zawody teamów | Olimpiady brydżowe. Zawody teamów |
| Rok                               | Miejsce                           | Zawody                            | Kategoria                         | Drużyna                           | Pozycja                           |
| --------------------------------- | --------------------------------- | --------------------------------- | --------------------------------- | --------------------------------- | --------------------------------- |
| 2012                              | Lille                             | 2 Olimpiada Sportów Umysłowych    | Kobiety                           | France                            | 4                                 |

### Zawody światowe
W światowych zawodach zdobyła następujące lokaty:
| Mistrzostwa Świata. Konkurencja teamów | Mistrzostwa Świata. Konkurencja teamów | Mistrzostwa Świata. Konkurencja teamów    | Mistrzostwa Świata. Konkurencja teamów | Mistrzostwa Świata. Konkurencja teamów | Mistrzostwa Świata. Konkurencja teamów |
| Rok                                    | Miejsce                                | Zawody                                    | Kategoria                              | Drużyna                                | Pozycja                                |
| -------------------------------------- | -------------------------------------- | ----------------------------------------- | -------------------------------------- | -------------------------------------- | -------------------------------------- |
| 2012                                   | Taicang                                | 14. Młodzieżowe Mistrzostwa Świata Teamów | Dziewczęta                             | France                                 | 4                                      |
| 2010                                   | Filadelfia                             | 13 Seria Mistrzostw Świata                | Miksty                                 | France Girls                           | 60                                     |
| 2010                                   | Filadelfia                             | 13. Seria Mistrzostw Świata               | Dziewczęta                             | France                                 | 2                                      |

| Mistrzostwa Świata. Konkurencja par | Mistrzostwa Świata. Konkurencja par | Mistrzostwa Świata. Konkurencja par   | Mistrzostwa Świata. Konkurencja par | Mistrzostwa Świata. Konkurencja par | Mistrzostwa Świata. Konkurencja par |
| Rok                                 | Miejsce                             | Zawody                                | Kategoria                           | Partner                             | Pozycja                             |
| ----------------------------------- | ----------------------------------- | ------------------------------------- | ----------------------------------- | ----------------------------------- | ----------------------------------- |
| 2006                                | Pieszczany                          | 6. Młodzieżowe Mistrzostwa Świata Par | Młodzież Szkolna                    | Jessie Carbonneaux                  | 42                                  |

### Zawody europejskie
W europejskich zawodach zdobyła następujące lokaty:
| Zawody europejskie. Konkurencja teamów | Zawody europejskie. Konkurencja teamów | Zawody europejskie. Konkurencja teamów    | Zawody europejskie. Konkurencja teamów | Zawody europejskie. Konkurencja teamów | Zawody europejskie. Konkurencja teamów |
| Rok                                    | Miejsce                                | Zawody                                    | Kategoria                              | Drużyna                                | Pozycja                                |
| -------------------------------------- | -------------------------------------- | ----------------------------------------- | -------------------------------------- | -------------------------------------- | -------------------------------------- |
| 2013                                   | Ostenda                                | 6. Otwarte Mistrzostwa Europy             | Miksty                                 | Libbrecht                              | 37                                     |
| 2013                                   | Ostenda                                | 6. Otwarte Mistrzostwa Europy             | Kobiety                                | Peccoud                                | 20                                     |
| 2011                                   | Albena                                 | 23. Młodzieżowe Mistrzostwa Europy Teamów | Dziewczęta                             | France                                 | 3                                      |
| 2009                                   | Braszów                                | 22. Młodzieżowe Mistrzostwa Europy Teamów | Dziewczęta                             | France                                 | 2                                      |
| 2009                                   | San Remo                               | 4. Otwarte Mistrzostwa Europy             | Kobiety                                | Girls France                           | 11                                     |

| Zawody europejskie. Konkurencja par | Zawody europejskie. Konkurencja par | Zawody europejskie. Konkurencja par    | Zawody europejskie. Konkurencja par | Zawody europejskie. Konkurencja par | Zawody europejskie. Konkurencja par |
| Rok                                 | Miejsce                             | Zawody                                 | Kategoria                           | Partner                             | Pozycja                             |
| ----------------------------------- | ----------------------------------- | -------------------------------------- | ----------------------------------- | ----------------------------------- | ----------------------------------- |
| 2013                                | Ostenda                             | 6. Otwarte Mistrzostwa Europy          | Kobiety                             | Véronique Bessis                    | 3                                   |
| 2013                                | Ostenda                             | 6. Otwarte Mistrzostwa Europy          | Open                                | Véronique Bessis                    | 122                                 |
| 2013                                | Ostenda                             | 6. Otwarte Mistrzostwa Europy          | Miksty                              | Wilfried Libbrecht                  | 68                                  |
| 2012                                | Vejle                               | 11. Młodzieżowe Mistrzostwa Europy Par | Juniorzy Puchar prezydenta          | Alice Le Pensec                     | 43                                  |
| 2012                                | Vejle                               | 11. Młodzieżowe Mistrzostwa Europy Par | Dziewczęta                          | Alice Le Pensec                     | 15                                  |
| 2010                                | Opatija                             | 10. Młodzieżowe Mistrzostwa Europy Par | Dziewczęta                          | Claire Chaugny                      | 3                                   |
| 2009                                | San Remo                            | 4 Otwarte Mistrzostwa Europy           | Kobiety                             | Jessie Carbonneaux                  | 20                                  |
| 2008                                | Wrocław                             | 9. Młodzieżowe Mistrzostwa Europy Par  | Dziewczęta                          | Jessie Carbonneaux                  | 23                                  |

## Klasyfikacja
- Carole Puillet – klasyfikacja WBF (ang.)
- Carole Puillet – klasyfikacja EBL (ang.)